# أنطونيوس نجيب
الكردينال أنطونيوس نجيب ( 18 مارس 1935 - 28 مارس  2022) ولد في سمالوط، مصر) هو أحد بطاركة الكنيسة القبطية الكاثوليكية والرئيس السابق لسينودس الكنيسة القبطية الكاثوليكية.

## حياته
رُسم كاهنًا في 30 أكتوبر 1960 على يد البطريرك إسطفانوس الأول، وحصل على الماجستير عام 1962 من الكلية الأكليريكية وكذلك عام 1964 من الكلية الإكليريكية (روما). تمت سيامته مطرانًا على المنيا في 9 سبتمبر 1977 بوضع يد البطريرك آنذاك إسطفانوس الأول وشارك في ذلك الأساقفة أثناسيوس أبادير وإسطفانوس غطاس. بقي في المنصب إلى استقالته منه في 29 سبتمبر 2002. انتخب بالإجماع من قبل أعضاء المجمع البطريركي للكنيسة القبطية الكاثوليكية في اجتماعها بتاريخ 30 مارس 2006 ليشغل منصب البطريرك، وذلك بعد أن تقدم البطريرك السابق الكردينال إسطفانوس الثاني باستقالته لظروف صحية. وفي 21 نوفمبر 2010 قام البابا بينديكت السادس عشر بترقية الأنبا أنطونيوس نجيب لرتبة كردينال لينضم إلى مجلس الكرادلة، وقدم استقالته بعد ذلك من منصب البطريركية في 15 يناير 2013.
عندما كان مطرانًا على المنيا قام برسامة باسيليوس فوزي كاهنًا في 1980 ومن ثم شارك في رسامته أسقفًا للمنيا في 2019.
يجيد الإنجليزية والفرنسية والإيطالية والألمانية وله العديد من الأنشطة الاجتماعية والمؤلفات بالعربية والإنجليزية.